# Candacia armata
Candacia armata är en kräftdjursart som först beskrevs av Boeck 1872.  Candacia armata ingår i släktet Candacia och familjen Candaciidae. Det är osäkert om arten förekommer i Sverige. Inga underarter finns listade i Catalogue of Life.